# Avena (botanica)
Avena L., 1753 è un genere di piante angiosperme monocotiledoni appartenente alla famiglia delle Poacee (o Gramineae, nom. cons.).

## Etimologia
Il nome del genere deriva da un nome latino per "avena" (nome volgare della pianta coltivata sin dall'antichità).
Il nome scientifico del genere è stato definito da Linneo (1707 – 1778), biologo svedese considerato il padre della moderna classificazione scientifica degli organismi viventi, nella pubblicazione "Species Plantarum" (Sp. Pl. 1: 79 - 1753) del 1753.

## Descrizione

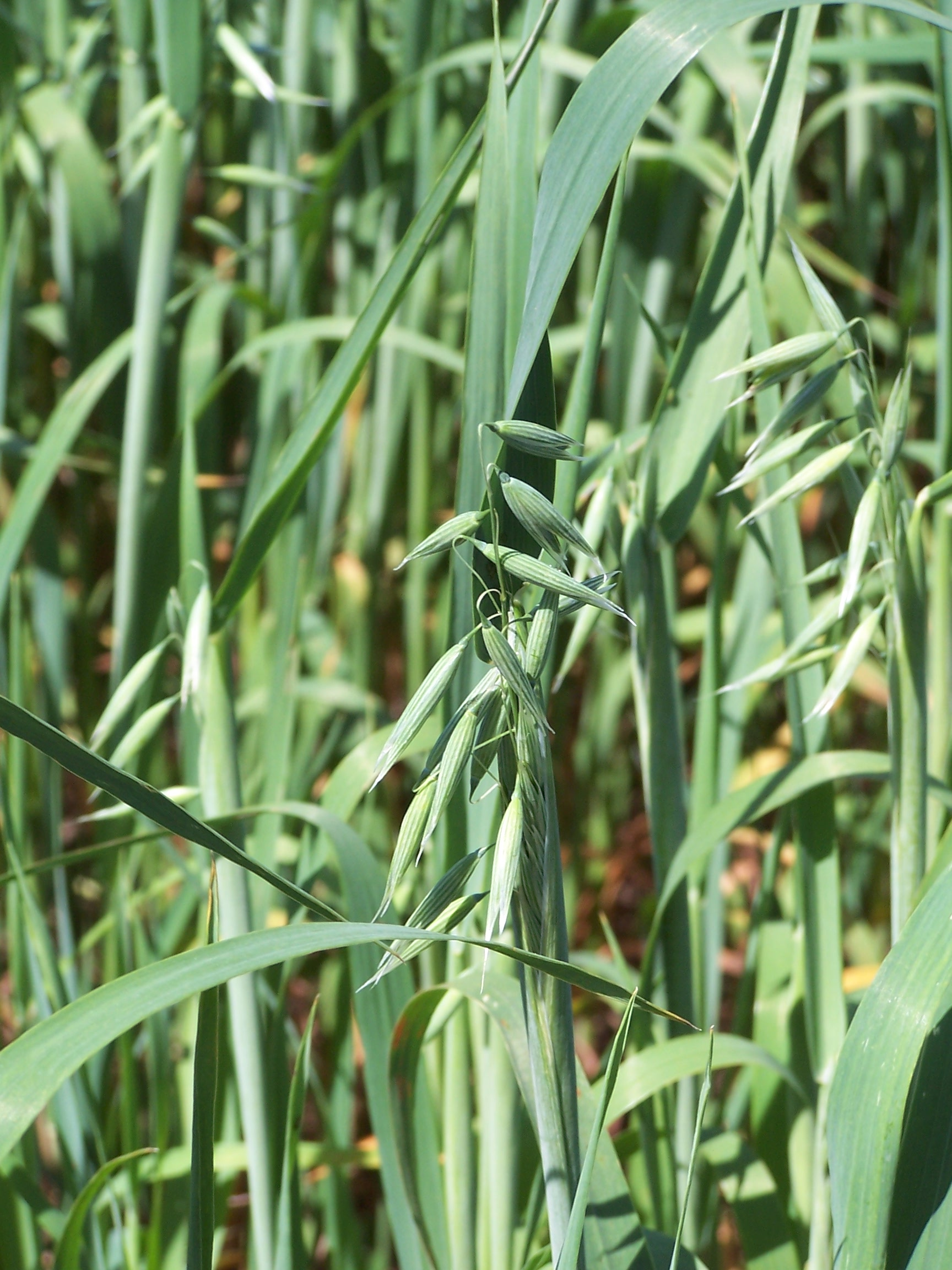
Le foglie
Avena sativa

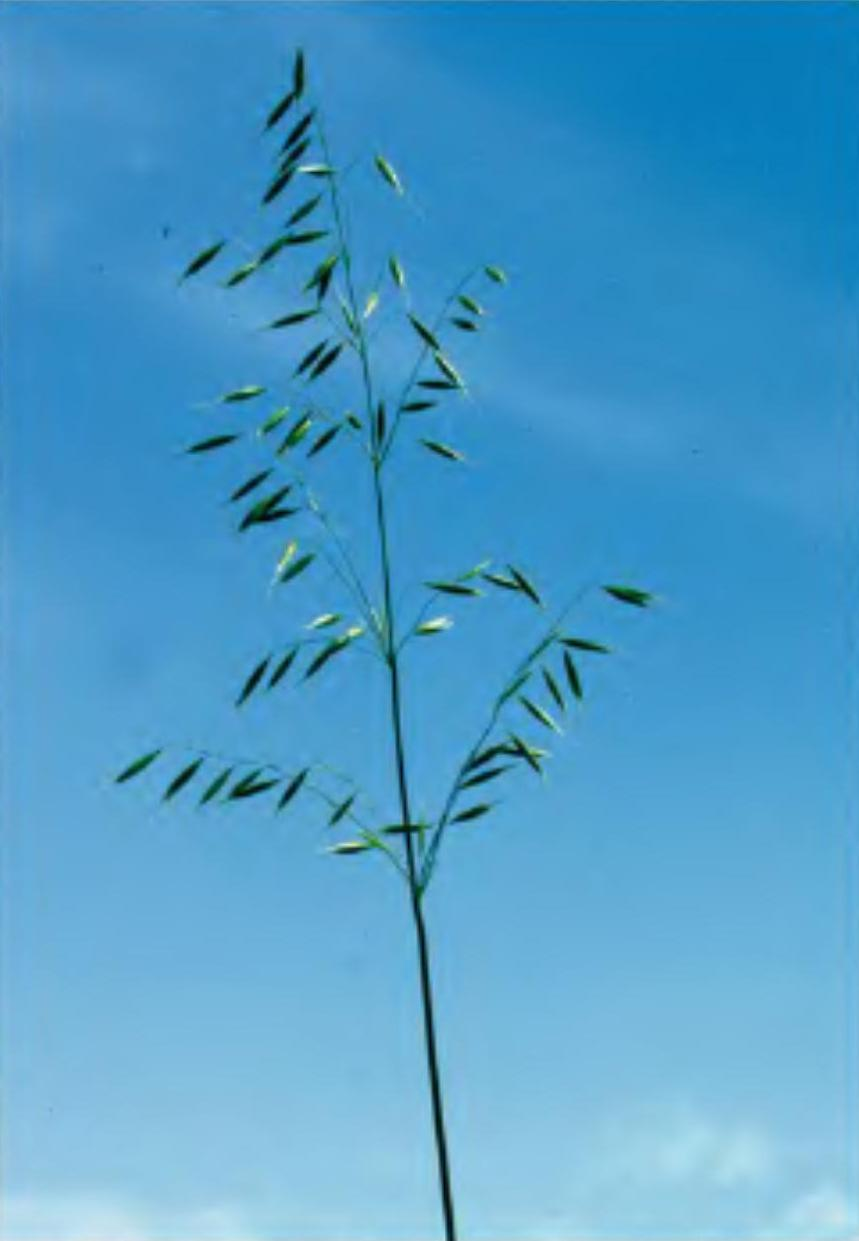
Infiorescenza
Avena strigosa

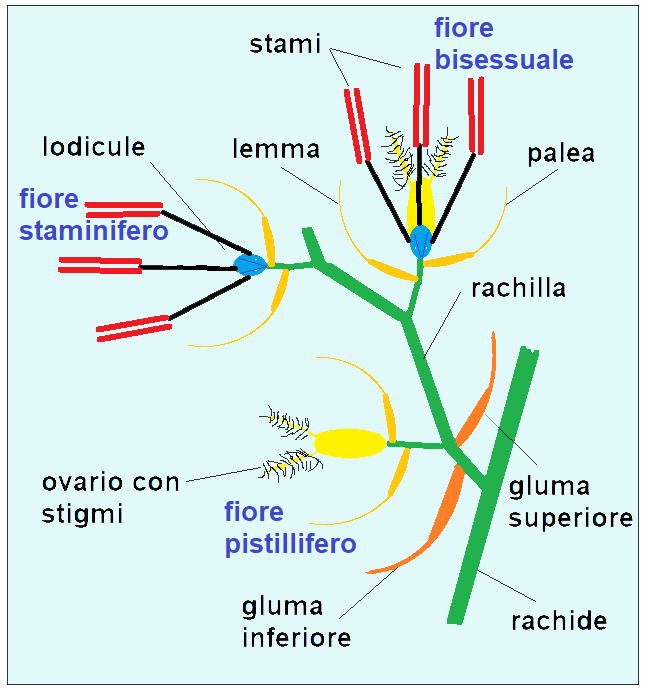
Spighetta generica con tre fiori diversi

Queste piante arrivano ad una altezza di circa 12 - 15 dm. La forma biologica tipica è terofita scaposa (T scap), ossia in generale sono piante erbacee che differiscono dalle altre forme biologiche poiché, essendo annuali, superano la stagione avversa sotto forma di seme e sono munite di asse fiorale eretto e spesso privo di foglie.

### Radici
Le radici sono fascicolate avventizie.

### Fusto
La parte aerea del fusto è un culmo solitario, glabro, ascendente, cavo e snello. I culmi raramente possono essere fascicolati oppure singolarmente genicolati alla base. 

### Foglie
Le foglie lungo il culmo sono disposte in modo alterno, sono distiche e si originano dai vari nodi. Sono composte da una guaina, una ligula e una lamina. Le venature sono parallelinervie. Non sono presenti i pseudopiccioli e, nell'epidermide delle foglie, le papille. 
- Guaina: la guaina è abbracciante il fusto e in genere è priva di auricole; le guaine sono glabre o puberule.
- Ligula: la ligula, membranosa, nelle foglie inferiori è acuta; nelle foglie superiori è breve e tronca.
- Lamina: la lamina ha delle forme lineari e piatte (nastriformi) con apice acuminato; la superficie è glabra o scabrosa; i bordi possono essere cigliati.

### Infiorescenza
Infiorescenza principale (sinfiorescenza o semplicemente spiga): le infiorescenze, di tipo racemoso terminale (un racemo per infiorescenza), hanno la forma di una ampia e ricca pannocchia piramidale (o unidirezionali), incurvata all'estremità, formata da diverse spighette. La pannocchia è lungamente peduncolata. I rami, scabrosi, sono verticillati e allargati in tutte le direzioni. La rachilla si estende oltre i fiori. La fillotassi dell'inflorescenza inizialmente è a due livelli (o a due ranghi), anche se le successive ramificazioni la fanno apparire a spirale.

### Spighetta
Infiorescenza secondaria (o spighetta): le spighette, compresse lateralmente con forme da ellittiche a oblunghe, sottese da due brattee distiche e strettamente sovrapposte chiamate glume (inferiore e superiore), sono formate da 1 a 6 fiori con l'estensione della rachilla (o rachide). Possono essere presenti dei fiori sterili; in questo caso sono in posizione distale rispetto a quelli fertili. Alla base di ogni fiore sono presenti due brattee: la palea e il lemma. I fiori non sono articolati sul rachide (sono persistenti all'interno delle glume); quindi è il rachide stesso che si rompe con tutti i fiori. 
- Glume: le glume, con forme da lanceolate a ellittiche, apice acuto e consistenza erbacea, sono subuguali e possono racchiudere i fiori (sono grandi); possono avere da 9 a 11 venature.
- Palea: la palea è un profillo lanceolato con alcune venature e margini cigliati.
- Lemma: il lemma, interno all'apice, a consistenza coriacea, con forme lanceolate-oblunghe, nella parte distale può essere bifido (con denti o setole). Sul dorso è presente una resta inferiormente attorcigliata e ginocchiata. Può avere da 5 a 9 venature.

### Fiore
I fiori fertili sono attinomorfi formati da 3 verticilli: perianzio ridotto, androceo e gineceo.
- Formula fiorale:[6]

*, P 2, A (1-)3(-6), G (2–3) supero, cariosside.
- Il perianzio è ridotto e formato da due lodicule, delle squame traslucide, poco visibili (forse relitto di un verticillo di 3 sepali). Le lodicule sono membranose e non vascolarizzate.
- L'androceo è composto da 3 stami ognuno con un breve filamento libero, una antera sagittata e due teche. Le antere sono basifisse con deiscenza da una fessura laterale longitudinale. Il polline è monoporato.
- Il gineceo è composto da 3-(2) carpelli connati formanti un ovario supero. L'ovario, pubescente all'apice, ha un solo loculo con un solo ovulo subapicale (o quasi basale). L'ovulo è anfitropo, semianatropo e tenuinucellato o crassinucellato. Lo stilo è breve con due stigmi papillosi e distinti.

### Frutti
I frutti sono cariossidi, ossia sono piccoli chicchi indeiscenti, con forme ovoidali, nei quali il pericarpo è formato da una sottile parete che circonda il singolo seme. In particolare il pericarpo è fuso al seme ed è aderente. L'endocarpo non è indurito e l'ilo è lungo e lineare. L'embrione è provvisto di epiblasto; ha inoltre un solo cotiledone altamente modificato (scutello senza fessura) in posizione laterale. I margini embrionali della foglia non si sovrappongono. A volte l'endosperma è liquido.

## Biologia
Come gran parte delle Poaceae, le specie di questo genere si riproducono per impollinazione anemogama. Gli stigmi più o meno piumosi sono una caratteristica importante per catturare meglio il polline aereo. 
La dispersione dei semi avviene inizialmente a opera del vento (dispersione anemocora) e una volta giunti a terra grazie all'azione di insetti come le formiche (mirmecoria). In particolare i frutti di queste erbe possono sopravvivere al passaggio attraverso le budella dei mammiferi e possono essere trovati a germogliare nello sterco.

## Distribuzione e habitat
La distribuzione delle specie di questo genere è soprattutto Eurasiatica e Africa mediterranea. Altrove è introdotta artificialmente.

### Specie della zona alpina
Delle 11 specie spontanee della flora italiana solo 5 vivono sull'arco alpino. La tabella seguente mette in evidenza alcuni dati relativi all'habitat, al substrato e alla distribuzione delle specie alpine.
| Specie | Comunità vegetali | Piani vegetazionali | Substrato  | pH     | Livello trofico | H2O   | Ambiente | Zona alpina            |
| --- | ----------------- | ------------------- | ---------- | ------ | --------------- | ----- | -------- | ---------------------- |
| Avena barbata | 2                 | collinare           | Ca - Si    | neutro | medio           | arido | B1 B2 F2 | occidentale e centrale |
| Avena fatua | 2                 | montano collinare   | Ca - Ca/Si | basico | medio           | secco | B1 B2    | tutto l'arco alpino    |
| Avena sativa | 2                 | montano collinare   | Ca - Si    | neutro | alto            | secco | B1 B2 B9 | tutto l'arco alpino    |
| Avena sterilis | 2                 | collinare           | Ca - Si    | neutro | medio           | arido | B1 B2    | occidentale e centrale |
| Avena strigosa | 2                 | montano collinare   | Ca - Si    | neutro | medio           | secco | B1 B2    | BG                     |
| Legenda e note alla tabella. Substrato: con “Ca/Si” si intendono rocce di carattere intermedio (calcari silicei e simili). Zona alpina: vengono prese in considerazione solo le zone alpine del territorio italiano (sono indicate le sigle delle province). Comunità vegetali: 2 = comunità terofitiche pioniere nitrofile. Ambienti: B1 = campi, colture e incolti; B2 = ambienti ruderali, scarpate; B9 = coltivi umani; F2 = praterie rase, prati e pascoli dal piano collinare al subalpino. |                   |                     |            |        |                 |       |          |                        |

## Tassonomia
La famiglia delle Poacee comprende circa 800 generi e oltre 9.000 specie. È una delle famiglie più numerose e più importanti del gruppo delle monocotiledoni. La famiglia è suddivisa in 12 sottofamiglie, il genere Avena fa parte della sottofamiglia Pooideae, tribù Poeae, sottotribù Aveninae.

### Specie
Il genere comprende le seguenti specie (per quelle euro-mediterranee è indicata la distribuzione):
- Avena abyssinica Hochst., 1846
- Avena aemulans Nevski, 1934
- Avena agadiriana B.R.Baum & G.Fedak, 1985 (Marocco)
- Avena atlantica B.R.Baum & G.Fedak, 1985 (Marocco)
- Avena barbata Pott ex Link, 1800 (Europa mediterranea, Transcaucasia, Anatolia, Asia mediterranea e Africa mediterranea)
- Avena brevis Roth, 1787 (Europa occidentale
- Avena byzantina K.Koch, 1848 (Transcaucasia)
- Avena canariensis B.R.Baum, Rajhathy & D.R.Sampson, 1973 (Canarie e Marocco)
- Avena castellana (Romero Zarco) Romero Zarco & L.Sáez
- Avena chinensis (Fisch. ex Roem. & Schult.) Metzg.
- Avena clauda Durieu, 1845 (Italia, Grecia, Transcaucasia, Anatolia, Asia mediterranea e Africa mediterranea)
- Avena damascena Rajhathy & B.R.Baum
- Avena eriantha Durieu, 1845 (Spagna, Grecia, Transcaucasia, Anatolia, Asia mediterranea e Africa mediterranea)
- Avena fatua L., 1753 (Europa, Transcaucasia, Anatolia, Asia mediterranea e Africa mediterranea)
- Avena hirtula Lag.
- Avena × hybrida Peterm.
- Avena insularis Ladiz., 1998 (Sicilia e Tunisia)
- Avena longiglumis Durieu, 1845 (Penisola Iberica e Africa mediterranea)
- Avena lusitanica (Tab.Morais) B.R.Baum
- Avena macrostachya Balansa & Durieu
- Avena magna H.C.Murphy & Terrell, 1968 (Marocco)
- Avena murphyi Ladiz., 1971 (Spagna e Marocco)
- Avena nuda L., 1753
- Avena sativa L., 1753 (Transcaucasia e Anatolia)
- Avena saxatilis (Lojac.) Rocha Afonso, 1978 (Sicilia)
- Avena × scholzii Tzvelev
- Avena sterilis L., 1762 (Europa, Transcaucasia, Anatolia, Asia mediterranea e Africa mediterranea)
- Avena strigosa Schreb., 1771
- Avena vaviloviana (Malzev) Mordv., 1936
- Avena ventricosa Balansa, 1854 (Anatolia e Africa mediterranea)
- Avena × vilis Wallr.
- Avena volgensis (Vavilov) Nevski, 1934 (Russia)
- Avena wiestii Steud.

#### Specie italiane
Per meglio comprendere ed individuare le varie specie del genere (solamente per le specie spontanee della flora italiana) l’elenco seguente utilizza in parte il sistema delle chiavi analitiche (vengono cioè indicate solamente quelle caratteristiche utili a distingue una specie dall'altra).
- Gruppo 1A: le piante sono spontanee; i fiori sono articolati sul rachide della spighetta e si distaccano a maturità della spighetta; il lemma è coperto, generalmente dalla base a metà, da lunghi peli setosi;
  - Gruppo 2A: l'apice del lemma si presenta con due setole aristiformi lunghe 4 – 6 mm;

- Avena barbata Link - Avena barbata: la pianta è alta 3 - 8 dm; il ciclo biologico è annuo; la forma biologica è terofita scaposa (T scap); il tipo corologico è Eurimediterraneo / Turanico; gli habitat tipici sono i prati, i campi di cereali e le siepi; la distribuzione sul territorio italiano è Centrale e Meridionale (meno presente al Nord); queste piante vegetano fino ad una altitudine di 1200 m s.l.m..

- - Gruppo 2B: il lemma all'apice è semplicemente bidentato;

- Avena fatua L. - Avena selvatica: la forma della pannocchia è piramidale; tutti i fiori sono articolati separatamente e sono caduchi; la pianta è alta 2 - 10 dm; il ciclo biologico è annuo; la forma biologica è terofita scaposa (T scap); il tipo corologico è Eurasiatico; gli habitat tipici sono i prati, i campi di cereali e le siepi; sul territorio italiano questa pianta è presente ovunque fino ad una altitudine di 1.800 m s.l.m..
- Avena sterilis L. - Avena maggiore: la forma della pannocchia è unidirezionale; solamente il fiore inferiore è articolato, gli altri, quelli superiori, sono persistenti e privi di resta; la pianta è alta 5 - 12 dm; il ciclo biologico è annuo; la forma biologica è terofita scaposa (T scap); il tipo corologico è Eurimediterraneo / Turanico; gli habitat tipici sono i prati e i campi di cereali; sul territorio italiano questa pianta è presente ovunque fino ad una altitudine di 1.800 m s.l.m..

- Gruppo 1B: le piante sono per lo più coltivate; i fiori non sono articolati (si distaccano assieme ad un frammento di rachide) ma sono persistenti all'interno delle glume e si distaccano a maturità della spighetta; il lemma è glabro o peloso;
  - Gruppo 3A: il lemma all'apice è intero; le spighette sono formate da 2 - 3 fiori;

- Avena sativa L. - Avena comune: il rachide della spighetta si spezza sotto i fiori (quindi i fiori si staccano assieme ad un frammento di rachide soprastante); la pianta è alta 5 - 12 dm; il ciclo biologico è annuo; la forma biologica è terofita scaposa (T scap); il tipo corologico è Cosmopolita; gli habitat tipici sono i campi incolti e le aree ruderali; sul territorio italiano questa pianta è presente ovunque fino ad una altitudine di 1.300 m s.l.m..
- Avena byzantina Koch: il rachide della spighetta si spezza sopra i fiori (quindi i fiori si staccano assieme ad un frammento di rachide sottostante). Questa pianta è un possibile incrocio tra A. fatua e A. sativa.

- - Gruppo 3B: il lemma all'apice è bidentato o bifido (raramente può essere intero); le spighette sono formate da 3 - 6 fiori;

- Avena strigosa Schreb. - Avena forestiera: la pianta è alta 5 - 9 dm; il ciclo biologico è annuo; la forma biologica è terofita scaposa (T scap); il tipo corologico è Mediterraneo; gli habitat tipici sono i campi, le colture, gli ambienti ruderali e le aree abbandonate; sul territorio italiano questa pianta è presente con discontinuità nelle Alpi fino ad una altitudine di 2.000 m s.l.m..

Al precedente elenco vanno aggiunte le seguenti specie (non presenti nella "Flora d'Italia"):
- Avena brevis Roth[17]
- Avena clauda Durieu[18]
- Avena longiglumis Durieu[19]
- Avena insularis Ladiz., 1998 (Sicilia)[1]
- Avena saxatilis (Lojac.) Rocha Afonso, 1978 (Sicilia)[1]

### Filogenesi
La sottotribù Aveninae fa parte della tribù Poeae Dumort., 1824 e quindi della supertribù Pooidae L. Liu, 1980. All'interno della tribù, la sottotribù Aveninae appartiene al gruppo con le sequenze dei plastidi di tipo "Poeae" (definito "Poeae chloroplast groups 1" o anche "Plastid Group 1 (Poeae-type)").
All'interno delle Aveninae si individuano due subcladi. Avena si trova nel primo clade insieme ai generi Arrhenatherum e Helictotrichon. Le specie di Avena formano una serie complessa di poliploidi. Un recente studio del gene 3-fosfoglicerato chinasi un enzima del plastidio nucleare (chiamato Pgk1) su 14 diplodi, 8 tetraploidi e 4 esaploidi del genere Avena ha evidenziato tre genomi principali (A - C - D) e diversi sottocladi. In questo gruppo sono presenti i seguenti numeri cromosomici: 2n = 14 (diploidi), 28 (tetraploidi) e 42 (esaploidi).
La tabella seguente tratta dallo studio citato mostra la struttura genomica del genere Avena (sono indicate solamente alcune specie):
| Sezione    | Genoma           | Specie                                         |
| ---------- | ---------------- | ---------------------------------------------- |
| Ventricosa | C (diploidi)     | A. clauda - A. eriantha - A. ventricosa        |
| Agraria    | A (diploidi)     | A. brevis - A. nuda - A. strigosa              |
| Tenuicarpa | AB (tetraploidi) | A. agardiana - A. barbata -                    |
| Tenuicarpa | A (diploidi)     | A. atlantica - A. canariensis - A. longiglumis |
| Ethiopica  | AB (tetraploidi) | A. abyssinica - A. vaviloviana                 |
| Pachycarpa | AC (tetraploidi) | A. insularis - A. murphyi                      |
| Avena      | ACD (esaploidi)  | A. fatua - A. sativa - A. sterilis             |

Le seguenti sono sinapomorfie relative a tutta la sottofamiglie (Pooideae):
- la fillotassi dell'inflorescenza inizialmente è a due livelli;
- le spighette sono compresse lateralmente;
- i margini embrionali della foglia non si sovrappongono;
- l'embrione è privo della fessura scutellare.

Per il genere Avena è stata individuata la seguente sinapomorfia: l'ilo è lineare.